# Grębocin (gmina)
Grębocin (1940–45 i od 1973 Lubicz) – dawna gmina wiejska istniejąca w latach 1945–1954 w woj. pomorskim/bydgoskim (dzisiejsze woj. kujawsko-pomorskie). Siedzibą władz gminy był Grębocin.
Gmina Grębocin została utworzona w 1945 roku w powiecie toruńskim w woj. pomorskim z obszaru utworzonej przez hitlerowców gminy Lubicz, która z kolei została wydzielona 24 października 1940 z położonej na północ od Drwęcy części zniesionej przedwojennej gminy Bielawy (Bielawy, Grębocin, Lubicz) oraz z południowego pasma przedwojennej gminy Turzno (Jedwbno, Lipniczki, Rogowo Rogówko). 
6 lipca 1950 roku zmieniono nazwę woj. pomorskiego na bydgoskie. W dniu 1 lipca 1952 roku gmina była podzielona na 7 gromad: Bielawy, Grębocin, Jedwabno, Lipniczki, Lubicz, Rogowo i Rogówko.
Gminę zniesiono 29 września 1954 roku wraz z reformą wprowadzającą gromady w miejsce gmin.
Gminy Grębocin nie przywrócono 1 stycznia 1973 roku po reaktywowaniu gmin, utworzono natomiast gminę Lubicz z obszarów dawnych gmin Grębocin i Złotoria, a więc odpowiednik przedwojennej gminy Bielawy.